# Lygisaurus novaeguineae
Lygisaurus novaeguineae — вид сцинкоподібних ящірок родини сцинкових (Scincidae). Мешкає в Австралії, Індонезії і Папуа Новій Гвінеї.

## Поширення і екологія
Lygisaurus novaeguineae мешкають на Новій Гвінеї, на островах Ару, Кай, Хальмахера, Серам та на сусідніх островах, а також на островах Торресової протоки. Живуть в тропічних лісах. Ведуть денний і присмерковий спосіб життя, живляться комахами.